# Sergei Jakowlewitsch Fitialow
Sergei Jakowlewitsch Fitialow (russisch Сергей Яковлевич Фитиалов; * 23. Dezember 1934 in Leningrad; † 10. Juli 2000) war ein sowjetisch-russischer Mathematiker, Informatiker, Kybernetiker und Hochschullehrer.

## Leben
Fitialow stammte  aus einer Angestelltenfamilie. Er studierte 1952–1957 an der Universität Leningrad (LGU) in der Mathematisch-Mechanischen Fakultät mit Abschluss als Mathematiker. Darauf wurde ihm eine Arbeitsstelle als wissenschaftlicher Mitarbeiter im Forschungsinstitut für Mathematik und Mechanik (NIIMM) der LGU zugewiesen, das 1988 nach Wladimir Smirnow benannt wurde. Dann wechselte Fitialow ins Rechenzentrum der LGU, wo er Computerprogramme für den sowjetischen Computer Strela schrieb und eine Standardprogramm-Bibliothek für den Ural-Computer erstellte.
Ab 1958 arbeitete Fitialow im Versuchslaboratorium für Maschinelle Übersetzung. Schwerpunkte der Entwicklung waren allgemeine Prinzipien der Aufzeichnung, die Programmierung von Übersetzungsalgorithmen und mathematische Sprachmodelle. Von Ende 1960 bis März 1964 leitete er den Sektor II des Versuchslaboratoriums. 1963 wurde er Leiter des Laboratoriums für mathematische Linguistik des NIIMM, das dann das Laboratorium für Künstliche Intelligenz wurde. In dieser Zeit verfasste er, teilweise zusammen mit Grigori Zeitin und I. L. Brattschikow, grundlegende Werke über die verschiedenen Aspekte der maschinellen Übersetzung.
Auf Einladung der Universität Nowosibirsk wurde Fitialow 1969 im Akademgorodok Assistent am Lehrstuhl für theoretische Kybernetik und hielt eine Vorlesung über mathematische Linguistik in der Geisteswissenschaftlichen Fakultät. Er verteidigte 1971 seine Dissertation über einige quantitative Kennzeichen mathematischer Modelle mit syntaktischer Struktur mit Erfolg für die Promotion zum Kandidaten der physikalisch-mathematischen Wissenschaften.
Fitialow kehrte 1972 nach Leningrad zurück und arbeitete am Lehrstuhl für Rechnertechnik der Mathematisch-Mechanischen Fakultät der LGU.  Er hielt dort eine Vorlesung über formale Grammatiken sowie in der Physikalischen Fakultät eine Vorlesung über Methoden und Sprachen der Programmierung und in der Abteilung für mathematische Linguistik der Philologischen Fakultät die Vorlesungen über Diskrete Mathematik und automatische Textanalyse. Er beschäftigte sich nun mit der Theorie und dem Aufbau von Informationssystemen für Steuerungssysteme und in den 1980er Jahren mit der Künstlichen Intelligenz im Hinblick auf natürliche Sprache.